# Dragon Ball Z: Burst Limit
Dragon Ball Z: Burst Limit (jap. ドラゴンボールZ バーストリミット Doragon Bōru Zetto Bāsuto Rimitto) – gra komputerowa z gatunku bijatyk osadzona w uniwersum Dragon Ball, wyprodukowana przez Dimps i wydana w 2007 roku przez Atari na konsole PlayStation 3 oraz Xbox 360.